# Bertil Johansson (betonggjutare)
Bertil Johansson, född 1927, är en svensk betonggjutare och författare.
Efter att hela sitt liv arbetat som betonggjutare debuterade Johansson 50 år gammal år 1977 som författare med novellsamlingen Byggnadsjobbare. Johansson beskrivs i en recension som en styv berättare som kan jargongen på byggena och vars berättelser har trovärdighet, men recensenten saknar sammanhanget mellan gårdagens öden och dagens verklighet.
Johansson utkom sedan 1979 med romanen I afton dans. Boken beskrivs som en trovärdig skildring av de oglamorösa sidorna av dansmusikerlivet. I en akademisk rapport från 2002 anges boken i skönlitterär form ge en skildring av dansmusikens förändring från 1950-talet och framåt, där jazzen försvinner i början av 1960-talet medan dansmusik och dansorkestrar fortsätter på andra musikaliska vägar.
Johansson var värd i Sommar i P1 den 29 juni 1982.